# Afroameričané
Afroameričané (anglicky African Americans nebo Black Americans) jsou etnikem Američanů, kteří mají celkový nebo částečný původ v černošských obyvatelích Afriky, a to zejména Subsaharské Afriky. Pojem obvykle označuje potomky zotročených obyvatel Afriky, následně převezených a žijících ve Spojených státech amerických.
Černí- a Afroameričané tvoří třetí nejpočetnější etnikum v USA (po bílých Američanech a Američanech hispánského a latinskoamerického původu. Podle průzkumů imigračního úřadu USA se většina novodobých afrických, karibských a jihoamerických přistěhovalců neidentifikuje s označením Afroameričan.
Afroamerická historie začala v 16. století, kdy došlo k odvlečení obyvatel západní Afriky do Hispanoameriky a následně v 17. století do britských kolonií v Americe a jejich zotročení. Po založení Spojených států amerických otrokářství pokračovalo. K osvobození Afroameričanů došlo až v roce 1865 po Americké občanské válce, byl přijat 13. dodatek Ústavy USA, kterým bylo otroctví zrušeno. Nicméně i poté byli kvůli udržení nadvlády bílé populace USA považováni černoši za občany druhé kategorie. Zákon o udělení občanství z roku 1790 striktně vymezoval udělení amerického občanství pouze bělošské populaci. Tímto byla ostatní etnika zkrácena na svých občanských a politických právech. Toto se začalo pozvolna měnit v éře rekonstrukce po občanské válce (1863–1877) a v důsledku účasti Afroameričanů ve všech válkách vedených USA. Po téměř celé 20. století přetrvával koncept rasové segregace, a to zejména na jihu USA. Plného občanství a občanských svobod Afroameričané nabyli ve druhé polovině 20. století, díky aktivitám a protestům Hnutí za občanská práva. V roce 2008 se stal prezidentem USA Barack Obama, který se hlásí k svému afroamerickému původu, ačkoli sám je mulat.

## Dějiny

### Koloniální éra

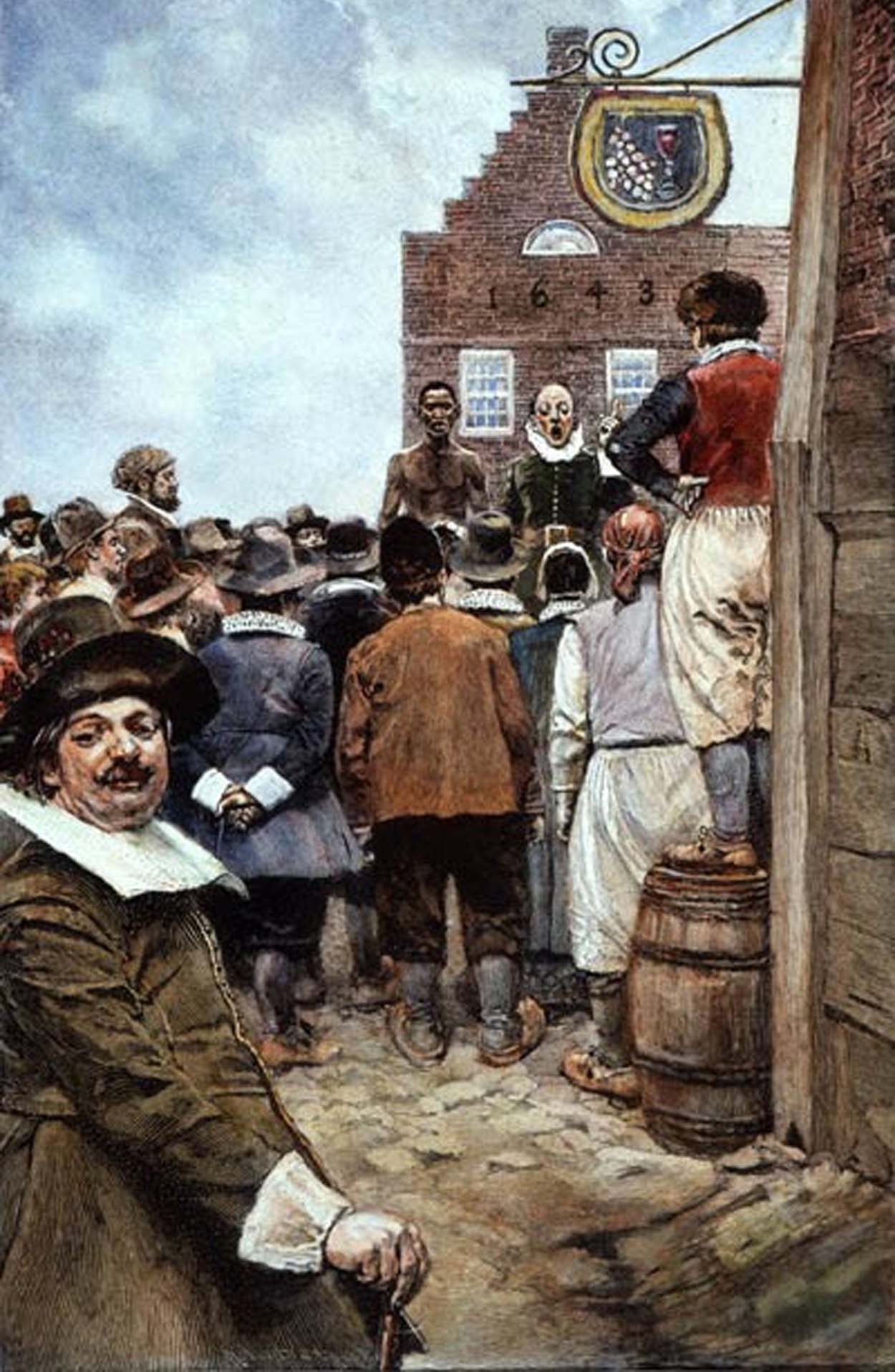
Dílo První aukce otroků v Novém Amsterodamu (1655) od Howard Pyle.

První černí otroci byli dovezeni do Hispanioly, španělského území v nově objevené Americe, v 16. století, a to do kolonie San Miguel de Gualdape, která se nacházela na území dnešní Jižní Karolíny. Kolonii založil v roce 1526 Lucas Vázquez de Ayllón. Nicméně brzy poté došlo k revoltě části otroků, kteří utekli k původním obyvatelům Ameriky. Osadníci kolonie následně zemřeli na epidemii a kolonie zpustla. Zbytek otroků se vypravil do kolonií na Haiti.
Prvními zdokumentovanými černými otroky na území britské Severní Ameriky byla skupina otroků v Jamestownu ve Virginii, která dorazila v roce 1619 jako smluvní služebníci. Tento status (který mohly mít jak černé, tak bílé osoby) znamenal smluvní závazek na 4 až 7 let práce bez mzdy, pouze za stravu a přístřešek. V praxi situace odpovídala otroctví: služebníci mohli být prodáváni a kupováni, biti a trestáni dle úsudku zaměstnavatele. Nicméně po splnění služby byli propuštěni. Kvůli tvrdým podmínkám v koloniích a časté smrti osadníků začalo docházet ke stále masovějšímu dovozu služebníků na práci. Černí služebníci se mohli mezi sebou ženit a vychovávat rodiny. Děti se nestávaly automaticky služebníky. Docházelo i k mezirasovým sňatkům s bílými osadníky, ale také s původními obyvateli Ameriky. První záznam o celoživotním otrokovi je z roku 1640. Byl jím John Punch, kterému bylo celoživotní otroctví přikázáno jako trest za pokus o útěk ze služby. Otroci byli nejdříve využíváni na práci na polích s tabákem, rýží a indigem.
Mezi lety 1640 a 1650 se ve Virginii začali objevovat první černí vlastníci půdy, kteří si najímali vlastní služebníky. Na území Španělské Floridy docházelo běžně k mezirasovým sňatkům, ze kterých vzešly populace Mesticů a Mulatů. Španělští kolonialisté v té době nabízeli černým služebníkům z britských kolonií svobodu výměnou za přijetí katolictví. Král Karel II. Španělský dokonce vydal edikt, který zaručoval svobodu všem uprchlým otrokům, kteří se usídlí ve Španělské Floridě a nechají se pokřtít. Většina osvobozených otroků se usídlila v St. Augustine, kde k roku 1683 utvořili také první zcela černošskou osádku obranné pevnosti ve službách španělského impéria.
Nizozemská západoindická společnost přivezla na svá území (Nový Amsterdam) v Americe první otroky v roce 1625.
Massachusetts byl první britskou kolonií, která uzákonila otroctví. Došlo k tomu v roce 1641. V roce 1662 došlo ve Virginii k uzákonění principu Partus sequitur ventrem, který stanovil, že dítě zotročené matky přejímá její status. V roce 1699 došlo k zákonem stanovené deportaci svobodné černé populace Virginie s tím, že všechny ostatní osoby s africkými kořeny se stávají otroky. Typický systém otrokářství založený na rase a plantážích se v USA plně rozvinul až během 18. století, a to s přechodem na pěstování a vývoz bavlny a třtinového cukru. Rozvoj obchodu s bavlnou zapříčinil vynález vyzrňovacího stroje a rozmach přádelen bavlny v Evropě. Černí otroci znamenali zásadní ekonomickou sílu jihu USA, jelikož byla prostřednictvím jejich levné práce produkována bavlna. Obrovské zisky z jejího prodeje posilovaly separatistické tendence jihu USA. Otroci byli dále využíváni na stavby, postavili například Kapitol Spojených států amerických a Bílý dům, stejně jako celou řadu dalších význačných staveb.
Kolem roku 1775 tvořili Afričané 20 % populace kolonií Ameriky, čímž byli po Britech druhým nejpočetnějším etnikem. Do roku 1800 se v následku prvního velkého probuzení utvořily první černošské křesťanské sbory.

### Od Americké revoluce po občanskou válku
| Animace, zobrazující svobodné a otrokářské státy a teritoria v letech 1789–1861 |

Během Americké revoluce v sedmdesátých letech 18. století se zotročení i svobodní Afroameričané přidali na stranu osadníků v boji proti Britskému impériu. Důvodem byl příslib svobody za službu v armádě. Velení povstalců navíc muselo vlastníkům otroků finančně kompenzovat odvody. Slib svobody ovšem nakonec nebyl vládou USA nijak vymáhán, afroameričtí vojáci se tak po revoluci vraceli do otroctví. Část Afroameričanů vstoupila do britských jednotek, jelikož koruna rovněž slibovala svobodu za službu v armádě. Po prohrané revoluci tito Afroameričané odpluli na britských lodích do Kanady, kde se usídlili, a to i přesto, že USA požadovaly vrácení otroků, kteří bojovali za Brity. Ve Španělské Louisianě byli osadníci s africkými kořeny během Americké revoluce přijati do armády, aby pomohli chránit španělské území. V roce 1779 například bojovali v bitvě o Baton Rouge, který Španělsko dobylo od Britů.
Po revoluci bylo otroctví v tichosti zakotveno v Ústavě Spojených států amerických. Otrokářství (v té době již takřka výhradně zaměřené na Afroameričany) se stalo základem ekonomiky jihu USA během éry zvané Antebellum, která trvala až do občanské války (1861). Postupný rozkol v názorech na otrokářství, občanství a směřování ekonomik mezi severem a jihem USA vedl k řadě střetů, které se musely diplomaticky řešit, například Missourský kompromis nebo kompromis roku 1850. V období před Americkou občanskou válkou vlastnilo celkem osm prezidentů USA otroky. Kolem roku 1860 bylo v USA mezi 3,5 až 4,4 milionem afroamerických otroků. Dalších 500 000 Afroameričanů žili jako svobodní občané s omezenými právy.
V roce 1808, za prezidentství Thomase Jeffersona, došlo k zákazu dovozu otroků do USA (importního obchodu s otroky). Nicméně výpadek dodávek vedl k nárůstu poptávky a tím ceny otroků, rozšíření domácích „chovných farem“ na otroky, unášení svobodných Afroameričanů a ilegálnímu dovozu nových otroků. Zákazu se navíc v jednotlivých státech USA dostávalo různé podpory. V roce 1833 založili William Lloyd Garrison a Arthur Tappan Americkou protiotrokářskou společnost, jejímž významným hlasem byl uprchlý otrok Frederick Douglass. Se 250 000 členy byla jednou z nejvýraznějších amerických abolicionistických sil 19. století. Organizace byla například zapojena do podzemní železnice, sítě tajných cest a bezpečných úkrytů, kterými byly organizovaně převáděny karavany uprchlých otroků na sever USA a dále do Kanady. Významnou převaděčkou a abolicionistkou byla například bývalá otrokyně Harriet Tubmanová.
V důsledku rasové diskriminace se část svobodných Afroameričanů v první polovině 19. století vydala zpět do Afriky, kde založili stát Libérie. Ten vznikl na území Americké kolonizační společnosti, jejímž prostřednictvím abolicionisté poskytli Afroameričanům možnost odcestovat z USA. Myšlenka vlastního státu bývalých otroků v Africe byla podpořena také těmi Američany, kteří věřili, že společný život černochů a bělochů není možný a usilovali o deportaci černochů do Afriky. Libérie byla založena roku 1822, ale realita nenaplnila očekávání. Do nového státu se vydalo jen několik tisícovek Afroameričanů (do roku 1867 šlo o 13 000 osob). Nově usídlení obyvatelé Libérie se sami začali identifikovat jako Amerikanoliberijci a v roce 1847 vyhlásili nezávislost na USA.
V roce 1863, během americké občanské války, podepsal prezident Abraham Lincoln proklamaci o emancipaci, která zrušila otroctví a dávala svobodu všem otrokům na území konfederace. Vojáci Unie měli nařízeno, aby při dobývání jihu USA osvobozovali i otroky. Posledním osvobozeným státem byl Texas v roce 1865. V prosinci 1865 byl poté přijat třináctý dodatek Ústavy USA, který zakazoval otrokářství. V roce 1868 bylo Afroameričanům čtrnáctým dodatkem Ústavy přiznáno občanství a v roce 1870 získali patnáctým dodatkem Ústavy právo volit (v té době mohli v USA volit pouze muži).

### Rekonstrukční éra a velká migrace

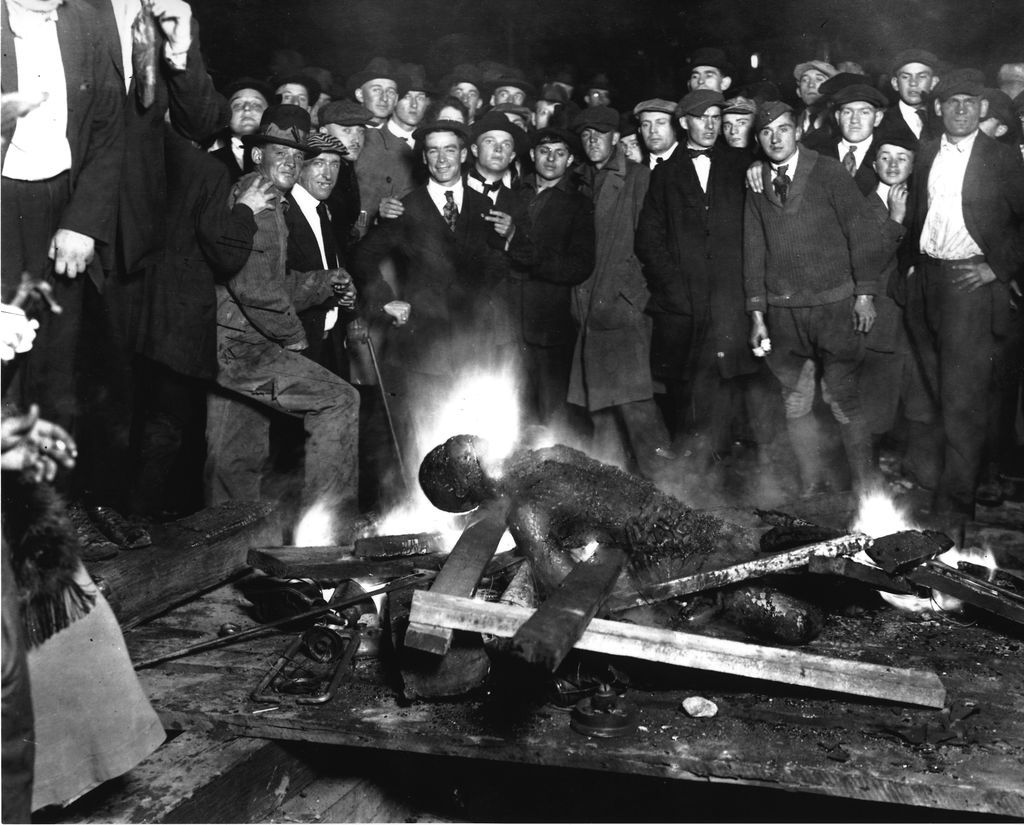
Fotografie zachycuje lynč Willa Browna během rasových nepokojů ve městě Omaha v září 1919.

Po získání občanství a svobody se Afroameričané začali začleňovat do společnosti. Zakládali například vlastní sbory, školy a komunitní centra. Velmi rychle pronikali do všech zásadních odvětví společnosti. Například byly v této době zakládány první afroamerické univerzity, příkladem Howard University ve Washingtonu (1867), Shaw University ve městě Raleigh v Severní Karolíně (1865) nebo Clark Atlanta University v Atlantě v Georgii (1865). Afroameričané, s podporou Lincolnovy Republikánské strany, obdrželi řadu úředních postů a volených politických funkcí. Do konce 19. století byli zvoleni také do Kongresu USA a Senátu USA. Úspěchy zaznamenávali dále ve sportu i umění (divadlo, kabarety). Překotné tempo integrace Afroameričanů znepokojovalo, zejména na jihu USA, bělošskou populaci. V důsledku byly zakládány reakční paramilitantní rasistické skupiny Ku-klux-klan (1865–1871, z bývalých vojáků Konfederace), Bílá liga (1874–1876) nebo Rudé košile (1875–1914). Cílem těchto skupin byl teror Afroameričanů a jejich sympatizantů spolu s politickým cílem odstranit vládu Republikánské strany a zajistit vládu segregační Demokratické strany, což se jim nakonec podařilo. Po celých USA se tak mezi lety 1866 a 1910 udála řada rasových nepokojů, během kterých byly ničeny černošské čtvrtě a docházelo k lynčování a dalšímu vraždění.
Uvolnění poměrů trvalo jen do poloviny sedmdesátých let 19. století. Prvním záchvěvem byl úspěšný atentát na prezidenta Lincolna (1865). Po něm do úřadu nastoupil demokratický politik Andrew Johnson, který pocházel z jihu USA a nesympatizoval s osvobozením otroků. Nicméně ten byl v roce 1869 vystřídán republikánským kandidátem Ulyssesem S. Grantem, který až do roku 1877 pokračoval v Lincolnově odkazu. Ovšem během tzv. rekonstrukční éry (do roku 1877) měla prioritu hospodářská obnova země a poté, co byly zákonem odveleny jednotky Unie z jihu USA, začala pozvolná perzekuce tamních Afroameričanů. V následujících letech byly na jihu USA postupně přijaty diskriminující zákony Jima Crowa, které ukotvily rasovou segregaci a znemožnily Afroameričanům volit, což vedlo například ke stoleté dominanci Demokratické strany na jihu USA. Segregační zákony přísně stanovovaly, kde mohli Afroameričané žít, pracovat, chodit, které podniky a instituce navštěvovat a kde například pít a jíst. Cílem bylo striktně oddělit Afroameričany od bílé populace. Afroameričané byli považováni za občany druhého řádu. Většina Afroameričanů zákony Jima Crowa dodržovala, a to zejména ze strachu před rasově motivovanými útoky (například lynčování). V roce 1896 byla segregace dovršena rozsudkem Nejvyššího soudu USA v případu Plessy vs. Ferguson, který stanovil pravidlo odděleni, ale rovni.
Zoufalá situace Afroameričanů na jihu USA vedla k tzv. velké migraci, která probíhala v první polovině 20. století. I přesto, že ani sever USA nebyl zcela nerasistický, rozpoutala segregace na jihu USA a nuzné životní podmínky masovou migraci Afroameričanů do rozvinutějších industriálních měst severu USA. Migrace Afroameričanů na sever USA se nesetkala s pochopením na jihu, kde panoval strach ze zhroucení ekonomiky, ani na severu, kde se v jednotlivých městech obávali přívalu levných nekvalifikovaných Afroameričanů bez jakéhokoliv zázemí. Na severu situace vyvrcholila vytvořením černošských ghett. Nejvýznačnějším, ze kterého se od počátku 20. století stalo centrum afroamerické kultury, ekonomiky i duchovního rozvoje, byl newyorský Harlem. Během první světové války bojovali statisíce Afroameričanů v armádě USA. Nově se stávali důstojníky a utvářeli vlastní pluky. Integrace Afroameričanů a růst jejich sebeuvědomění, posílené zapojením do války, vedly k dalším a dalším rasovým nepokojům. Nepokoje vyústily v létě 1919 (tzv. rudé léto), během kterého proběhly desítky nepokojů po celých USA, které si vyžádaly stovky mrtvých (zejména Afroameričanů). Rasová nevraživost vedla v roce 1915 také k obnovení Ku-klux-klanu, který v polovině dvacátých let deklaroval, že má několik milionů členů.

### Hnutí za občanská práva

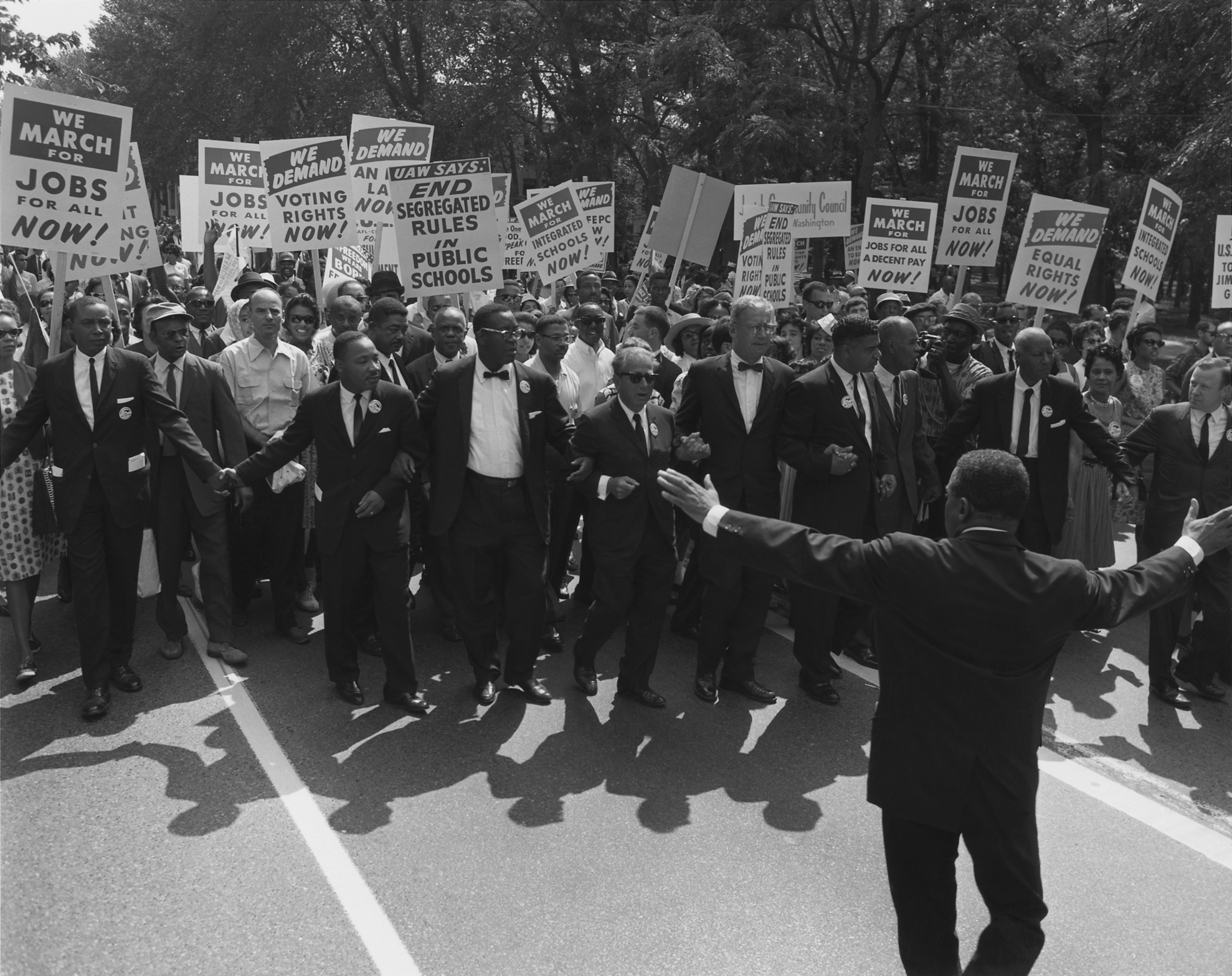
Pochod na Washington za práci a svobodu, srpen 1963.

Od padesátých let 20. století se začalo formovat Hnutí za občanská práva, které poprvé zarezonovalo po brutálním lynči Emmetta Tilla, čtrnáctiletého chlapce z Chicaga, který byl zavražděn v Mississippi v roce 1955. Pachatelé byli soudem se zcela bílou porotou osvobozeni. Do povědomí se stále častěji začaly dostávat perzekuce Afroameričanů a diskriminační projevy nadvlády Euroameričanů. V roce 1955 Rosa Parksová protestem proti rasové segregaci rozpoutala bojkot autobusové dopravy v Montgomery. Následovala celá řada protestních akcí a aktivit hnutí za občanská práva, která vyústila v roce 1963 pochodem na Washington za práci a svobodu, kterého se zúčastnilo až 300 000 osob a na kterém Martin Luther King Jr. pronesl svůj slavný projev I Have a Dream. V roce 1964 prezident Lyndon B. Johnson po tlaku veřejnosti podepsal zákon o občanských právech, který zakazoval rasovou segregaci a přikazoval dodržování rovných práv pro všechny občany USA. V roce 1965 byl přijat zákon o voličských právech, který dával federální vládě větší pravomoci nad státy s cílem odstranit diskriminační prvky, které v praxi bránily Afroameričanům volit. Mezi lety 1966 a 1975, po zavraždění Martina Luthera Kinga Jr., působilo radikálnější hnutí Black Power, jehož cílem bylo vytvořit autonomní politické a ekonomické struktury, které by vymanily Afroameričany z područí euroamerické populace USA. Zvláště ekonomická závislost byla alarmující. V padesátých letech tvořila výše platu Afroameričanů 55 % výše srovnatelného platu Euroameričanů. V roce 1959 činil příjem euroamerické rodiny 5 600 dolarů, zatímco afroamerické rodiny jen 2 900 dolarů. V roce 1965 žilo 43 % Afroameričanů pod hranicí chudoby. Do konce šedesátých let se situace zlepšila, průměrná výše platu Afroameričanů již činila 60 % výše platů Euroameričanů a pod hranicí chudoby nadále žilo již jen 23 % Afroameričanů.

### Současnost
Od sedmdesátých let 20. století Afroameričané zažili silný ekonomický a politický rozvoj. V roce 1989 se Douglas Wilder stal prvním afroamerickým guvernérem. V roce 1992 se Carol Moseley Braun stala první afroamerickou ženou zvolenou do Senátu USA. V roce 2001 již působilo téměř 500 afroamerických starostů. V roce 2008 byl senátor Barack Obama zvolen prvním mulatským prezidentem USA, přičemž ho volilo nejméně 95 % afroamerických voličů. V roce 2012 byl Obama znovuzvolen.

## Demografie

### Populace

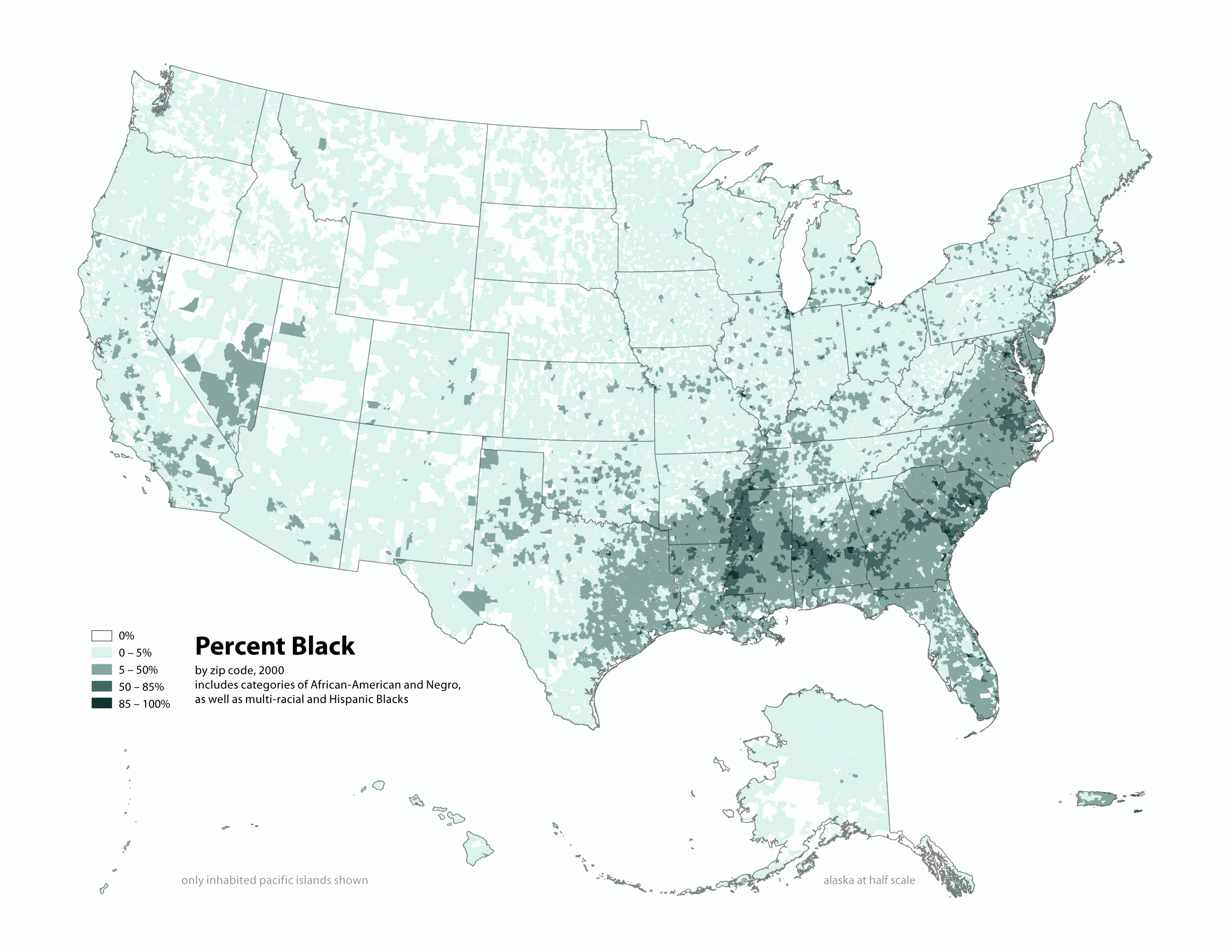
Rozložení populace Afroameričanů v USA k roku 2000.

První sčítání lidu USA z roku 1790 ukazuje, že v daném roce bylo na území USA cca 760 000 Afričanů (otroků i svobodných), tvořili tak 19 % tehdejší populace USA. V roce 1860, před občanskou válkou, činil počet Afroameričanů již 4,4 milionu osob, tj. 14 % celkové populace USA. Kolem roku 1900 již populace Afroameričanů činila 8,8 milionu osob.
V roce 1910 žilo 90 % Afroameričanů na jihu USA. Během velké migrace, mezi roku 1916 a 1960, odcestovalo do severních států kolem 6 milionů Afroameričanů. Ovšem po získání občanských práv se trend v sedmdesátých a osmdesátých letech 20. století obrátil a Afroameričané se více stěhovali na jih USA (nová velká migrace). V roce 1990 překročil počet Afroameričanů hranici 30 milionů osob (12 % populace USA). V roce 2010 se populace rozrostla již na 39 milionů osob (12,6 % populace USA).
Co se týče měst nad 100 000 obyvatel, tak největší podíl Afroameričanů v roce 2010 měla města: Detroit (82 %), Jackson (Mississippi) (79 %), Miami Gardens (76 %), Baltimore (63 %), Birmingham (Alabama) (62 %), Memphis (61 %), New Orleans (60 %), Montgomery (Alabama) (56 %), Flint (Michigan) (56 %) nebo Savannah (55 %). Ekonomicky nejvýznačnější komunita Afroameričanů žije v nezařazeném území View Park–Windsor Hills v Kalifornii, kde činí mediánový roční příjem 159 618 dolarů.

### Vzdělání
V roce 2012 žilo v USA 5,3 milionu Afroameričanů s vysokoškolským vzděláním (téměř 19 % Afroameričanů ve věku nad 18 let); 3,5 milionu z nich mělo bakalářský titul, 1,3 milionu magisterský titul, 217 000 mělo profesní titul a 224 000 Afroameričanů obdrželo doktorát.
Dle statistických dat z roku 1998, 89 % Afroameričanů ve věku 25 až 29 let mělo dokončenou střední školu. V roce 2013 byla úspěšnost odmaturování pro Afroameričany stanovena na 71 %, nicméně výsledky se v jednotlivých státech velmi lišily.

### Ekonomický status
Od doby získání občanských práv se ekonomická situace Afroameričanů výrazně zlepšila. Od sedmdesátých let 20. století soustavně roste střední třída Afroameričanů. V roce 2010 vlastnilo svůj byt nebo dům 45 % Afroameričanů (nižší míra v porovnání s průměrem USA - 67 %). V roce 2004 se pod hranicí chudoby nacházelo 24 % Afroameričanů (vyšší míra v porovnání s průměrem USA - 12 %). Současně však v roce 2004 Afroameričané zaznamenali třetí nejvyšší příjem dle etnik v USA (po nehispánských běloších a Asiatech). V roce 2000 mělo 25 % Afroameričanů zaměstnání ve skupině tzv. bílých límečků (nižší míra v porovnání s průměrem USA - 33 %).
V roce 2011 se objevila zpráva, která udávala, že 72 % Afroameričanů se narodilo svobodným matkám. V roce 2005 byla míra chudoby u nekompletních afroamerických rodin 39,5 %.

### Politika

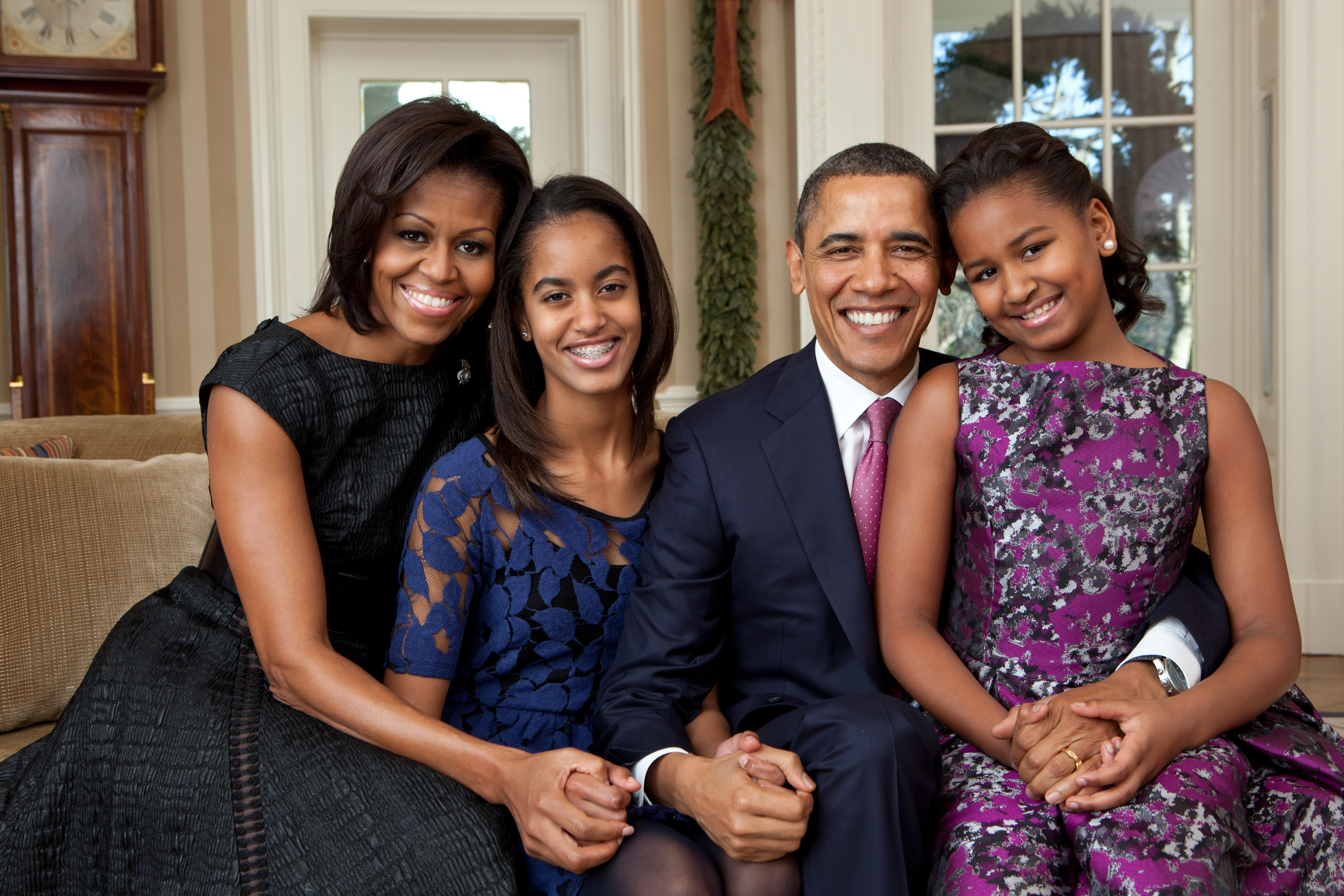
První rodina Spojených států amerických – Barack Obama s manželkou Michelle a dcerami.

Historicky byla účast Afroameričanů, tehdy coby otroků, v politice nepřípustná. Do roku 1865 neměli otroci status občanů, tedy ani volební právo, a otrokáři je ze strachu ze vzpour udržovali negramotnými. Změna přišla po občanské válce s osvobozením všech otroků. Afroameričané se tehdy rychle zapojili do procesu voleb jak na straně voličů, tak kandidátů (zejména dlouhodobě svobodní Afroameričané). Podporu našli u Republikánské strany, ke které se připojili kvůli osobnosti prezidenta Abrahama Lincolna, kterého považovali za svého osvoboditele. Demokratická strana byla, zvláště na jihu USA, až do poloviny 20. století silně protiafroamerická a segregační.
Silné voličské zastoupení v jižanských státech neslo své plody. Do politických funkcí bylo na všech úrovních voleno mnoho afroamerických kandidátů Republikánské strany. Pokud jde o nejvyšší federální úroveň, do Kongresu USA bylo do roku 1900 zvoleno dvacet afroamerických kandidátů – všichni za Republikány a všichni za státy z jihu USA. Posledním takto zvoleným poslancem byl George Henry White (ve funkci v letech 1896–1901). Další afroamerický kandidát byl do Kongresu zvolen až po třicetileté odmlce. Prvními a na téměř sto let posledními afroamerickými senátory USA byli Hiram Rhodes Revels (ve funkci v letech 1870–1871) a Blanche Bruce (1875–1881), oba zvoleni za Republikány a za stát Mississippi. Politické kariéry a rozvoj Afroameričanů zastavily segregační zákony Jima Crowa, které jižanské státy postupně zaváděly a zpřísňovaly od roku 1877. V praxi tyto zákony vedle zavedení rasové segregace znemožnily Afroameričanům volit. Státy jihu USA přijímaly opatření proti negramotným voličům, jako čtení voličů z Ústavy USA, vysvětlování pasáží Ústavy, dějepisné a politické testy, poplatky za hlasování, umísťování volebních místností pouze do bělošských čtvrtí apod. Přičemž o pokládání i hodnocení otázek a vymáhání opatření rozhodovali členové zcela bílých volebních komisí. Vedle toho bezpečnostní složky nepodnikaly nic proti zastrašování voličů.
Od poloviny 20. století podporuje většina Afroameričanů (v této otázce reformovanou) Demokratickou stranu, která se s posílením práv menšin zaměřila na prosazování jejich zájmů. Například ve volbách prezidenta z roku 2004 obdržel kandidát Demokratické strany John Kerry hlasy 88 % afroamerických voličů. Afroameričané se k Demokratické straně přimkli zejména za vlády prezidentů Johna F. Kennedyho (ve funkci v letech 1961–1963) a Lyndona B. Johnsona (1963–1969), kteří podporovali Hnutí za občanská práva. Nicméně již dříve ve 20. století volili pro Franklina D. Roosevelta a jeho ekonomický program New Deal, který v době Velké hospodářské krize garantoval práci i pro Afroameričany.
Za Demokraty kandidovala také Carol Moseley Braun, která byla první Afroameričankou zvolenou do Senátu USA (ve funkci v letech 1993–1999) a prvním zástupcem Afroameričanů zvoleným do této instituce od roku 1977. Demokratickým senátorem byl také mulat Barack Obama (ve funkci v letech 2005–2008). Oba byli zvoleni za stát Illinois, stejně jako pozdější senátor Roland Burris. Do roku 2018 bylo v USA zvoleno jen deset afroamerických senátorů. V lavicích Kongresu USA historicky zasedalo celkem 153 Afroameričanů, přičemž 52 z nich bylo v roce 2018 stále ve výkonu funkce. Poslancem s nejvíce funkčními obdobími byl John Lewis (zemřel v roce 2020), který zvítězil v sedmnácti volbách a byl poslancem v období let 1987 až 2020. Od roku 1935 do roku 1990 uspěli afroameričtí kandidáti do Kongresu USA pouze za Demokratickou stranu. Od roku 1900 do roku 2018 bylo pouze osm afroamerických poslanců Republikány. Na státní úrovni byli historicky (do roku 2023) zvoleni pouze čtyři Afroameričané guvernéry států. Prvním byl Douglas Wilder za Virginii (ve funkci v letech 1990–1994), dále pak Deval Patrick za Massachusetts (2007–2015), David Paterson za New York (2008–2010) a Wes Moore za Maryland (2023–...). Všichni byli zvoleni za Demokratickou stranu.

### Zdraví
V roce 2008 byla střední délka života pro afroamerické muže 70,8 let a pro ženy 77,5 let. V roce 1900, kdy se začala sledovat střední doba života Afroameričanů, byla pro afroamerické muže 32,5 let a pro ženy 33,5 let (o deset let nižší než pro bělošské obyvatele USA).
Afroameričané vykazují větší míru obezity, cukrovky a hypertenze. V roce 2010 bylo obézních 31,6 % afroamerických mužů a 41,2 % žen. Mezi Afroameričany je také vyšší výskyt AIDS (48 % ze všech nakažených v USA). Nejčastějším přenosem pro Afroamerické ženy je nechráněný heterosexuální pohlavní styk.
Podle průzkumu společnosti Gallup z roku 2016 se 4,6 % Afroameričanů identifikovalo v rámci LGBT komunity.

### Kriminalita
Přestože Afroameričané tvoří ve Spojených státech jen asi 12 % celkové populace, podíl uvězněných mužů afroamerického původu činí 40 % všech vězňů. To je 6,5krát více než u bělochů. Tento fakt může mít různé důvody či jejich kombinaci: Afroameričané páchají více zločinů; jejich zločiny jsou mnohdy trestány delšími pobyty ve vězení; nemají prostředky na kvalitní právní služby nebo mohou být diskriminováni při trestním stíhání a vynášení rozsudků.
Podle těchto údajů, které jsou lehce politicky zneužitelné, pak páchají Afroameričané více trestných činů než obyvatelé jiného původu. Tyto statistiky někdy uvádějí pro Afroameričany až sedmkrát větší pravděpodobnost než u lidí jiných ras, že spáchají vraždu (resp. jsou za ni odsouzeni), a osmkrát větší pravděpodobnost, že spáchají loupež. U mezirasových trestných činů je prý devětatřicetkrát častější spáchání násilného trestného činu černochů proti bělochům než naopak a stošestatřicetkrát častější spáchání loupeže. Publikace Colour of Crime uvádí, že ve Spojených státech je nejlepším ukazatelem úrovně násilné trestné činnosti v určité oblasti procentní zastoupení černošských či hispánských (Hispanics, Latinos) obyvatel na celkové populaci. V letech 2003 až 2009 byli jako pachatelé vražd v New Yorku zjištěni ze 60 % černoši, z 29 % Hispánci, ze 7 % běloši a z 3 % Asiaté. Právě tyto údaje jsou lehce zneužitelné v rasově nenávistných projevech a tvrzeních ze strany politiků, ale také vědců. Tvrzení o silné korelaci počtu vražd a procenta zastoupení Afromeričanů v jednotlivých státech USA dokládal mj. profesor Glayde Whitney z Floridské státní univerzity, obdivovatel díla Davida Dukea, jednoho z šéfů americké, extrémně rasistické organizace Ku-klux-klan.

### Vývoj pojmenování etnika

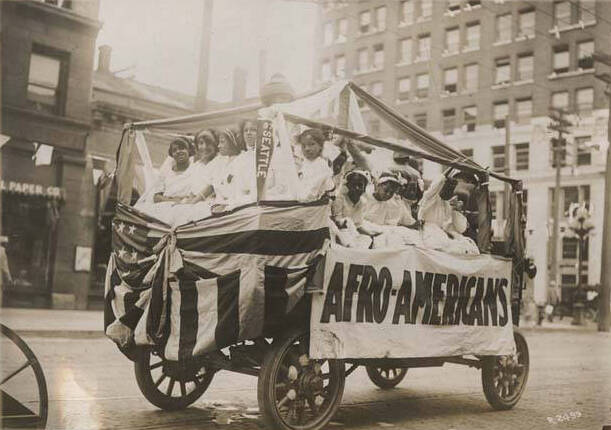
Transparent zobrazující pojem "Afroameričané" z roku 1911.

Za dob kolonialismu a otrokářství se v americké angličtině používalo označení nigger (česky negr). Používali ho zejména otrokáři a bílí Američané při označování otroků. Z kontextu lze odvodit, že tímto slovem označovali podle svého názoru méněcennou rasu. Svobodní Afroameričané a abolicionisté proto toto slovo postupně odmítali a (od počátku 19. století) ho nahradili výrazem colored (barevní). Pojem barevní vznikl z užívání termínu people of color, který původně označoval rasové míšence. Ve 20. století, po vlně rasového uvědomění, začalo být slovo nigger používáno zejména jako rasisticky motivovaná urážka. V USA 21. století je společensky nepřípustné a politicky nekorektní. Nicméně Afroameričané ho mezi sebou užívají nadále.
Již na začátku 20. století se místo označení barevní nebo černí začalo používat slovo negro, které označovalo osoby dle historické typologie ras - negroidní rasa. V 60. a 70. letech upadlo slovo negro následkem akcí Hnutí za občanská práva v nemilost a začala se více používat slova black a Afro-American (z tohoto slova pochází i české Afroameričan).
Přibližně od roku 1989 se začalo používat označení African American, které odkazuje na kořeny etnika. A to podle stejného vzoru, dle kterého vznikly v angličtině tvary Asian American (asijský Američan), Italian American (Italoameričan) atd. Od začátku 21. století se ovšem výraz African American postupně opouští, jelikož se s ním obyvatelé USA, kteří se nenarodili v Africe, již neidentifikují. Začíná se proto používat spíše black Americans (tedy černí Američané). Důvodem je, že se toto etnikum vnímá spíše jako Američané než Afričané. To, že před 400 lety byli jejich předci z Afriky již nevnímají jako své specifikum, jelikož před 400 lety byli všichni Američané z jiných zemí a kontinentů.

## Kultura
Majitelé plantáží, a tím otroků, vzdělávání Afroameričanů buď striktně omezovali, nebo rovnou zakazovali. Důvodem byl strach ze vzpour, které by mohli více vzdělaní a sečtělí Afroameričané vyvolat. Po dlouhou dobu se tak Afroamerická kultura přenášela pouze orálně a omezila se na folklór a zachování afrických tradic. Důsledkem dlouhodobého uzavření v hranicích orální tradice se afroamerická kultura soustředí na rytmiku a mluvené slovo, což se odráží například v rapu, prvku hudebního žánru hip-hopu.
První velký zlom v rozvoji a propagaci afroamerické kultury nastal v období tzv. Harlemské renesance. Ve dvacátých a třicátých letech 20. století se tehdy afroamerická hudba, literatura a umění začaly dostávat do širšího povědomí Američanů a celého světa. Lze zde jmenovat spisovatelky, jako byly Zora Neale Hurstonová nebo Nella Larsen, dále básníci Langston Hughes, Claude McKay nebo Countee Cullen. Většina z nich se věnovala popisu životů a zkušeností Afroameričanů. V téže době se afroamerické hudební žánry jazz, blues a swing začaly dostávat do populární hudby USA. Mezi význačné výtvarné umělce Harlemnské renesance patřili William Johnson nebo Palmer Hayden. První třetina 20. století byla také dobou politické organizace Afroameričanů a počátku organizovaných bojů za občanská práva. Vznikly organizace jako například Universal Negro Improvement Association and African Communities League, kterou založil v roce 1914 Marcus Garvey nebo National Association for the Advancement of Colored People (NAACP), kterou spoluzakládal William Edward Burghardt Du Bois. NAACP v roce 1919 vyhlásila za afroamerickou hymnu píseň „Lift Every Voice and Sing“, kterou napsal v roce 1900 jako báseň James Weldon Johnson a pro hudební účely upravil jeho bratr J. Rosamond Johnson.

### Hudba

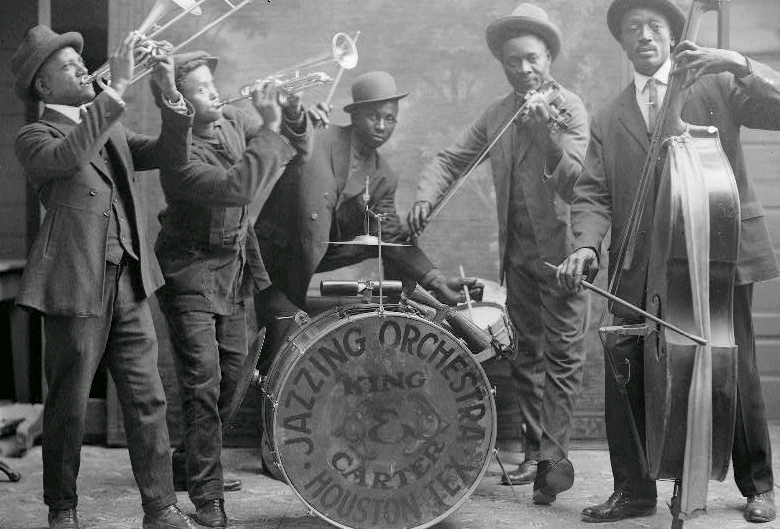
Jazzoví hudebníci kolem roku 1921.

Jednou z nejvýznačnějších oblastí rozvoje kultury je afroamerická hudba a žánry jako: Hip hop, R&B, funk, rock and roll, soul, blues, doo-wop, ragtime, bluegrass, jazz a gospel. Afroamerická hudba má své kořeny v polyrytmické hudbě afrických etnických skupin. V době otroctví pomáhala hudba přenášet a uchovávat orální historii. Africké vlivy jsou patrné například v přítomnosti synkopy, improvizace, blue note, falzeta a melisma. Prvním hudebním útvarem, který afroameričtí otroci stvořili byly spirituály, které vznikly úpravou evropských chvalozpěvů.
V 19. století se afroamerická hudba začala šířit prostřednictvím minstrel show, za použití blackface (situace, kdy vystupuje bílá osoba s make-upem jako černoch). Do populární (mainstreamové) hudby ovšem pronikla až ve století dvacátém. S rozvojem rádia a gramofonových desek se zpopularizovaly takové žánry jako ragtime, jazz, blues a swing. Jazz se stal tak populárním, že se dvacátým a třicátým létům 20. století přezdívá „éra Jazzu“. V polovině 20. století se začaly vyvíjet žánry jako R&B, rock and roll, soul nebo doo-wop, které si ihned získaly posluchačstvo i mezi bílými Američany. V šedesátých letech přibyl žánr funk a go-go a v sedmdesátých letech hip hop.
Afroamerická hudba ovlivnila také vznik několika tanečních stylů, jako jsou charleston, lindy hop, jitterbug nebo step. Tyto tance zpopularizovali tanečníci jako Bill Robinson nebo Josephine Bakerová.

### Výtvarné umění
Výtvarnému umění se Afroameričané věnovali od dob otroctví. Do 19. století převládala výroba jednoduchých uměleckých předmětů a artefaktů. Nicméně i mezi otroky se objevovali přirozeně nadaní malíři, jako například Scipio Moorhead (18. století), dále pak portrétista Joshua Johnson (přelom 18. a 19. století). Z 19. století se dochovaly umělecké quilty, které vyráběla otrokyně Harriet Powersová. Z první poloviny 20. století lze připomenout díla umělců, jako byli Aaron Douglas, Augusta Savage nebo fotograf James Van Der Zee. Velká hospodářská krize přinesla pracovní příležitosti ve státem financovaných uměleckých projektech, které byly určeny také pro Afroameričany. Stát tak dotoval díla takových umělců jako byli Augusta Savage, Elizabeth Catlett, Lois Mailou Jones, Romare Bearden nebo Jacob Lawrence. V rámci programů byla také jejich díla vystavována v prestižních muzeích a galeriích. Během padesátých a šedesátých let se ovšem dostali opět do nepřízně většiny a afroamerické umění bylo vytlačeno z hlavního amerického proudu. Do toho se vrátilo v druhé polovině šedesátých let pod hlavičkou Black Arts Movement (BAM). Několika afroamerickým autorům se díky činnosti hnutí podařilo protlačit do povědomí veřejnosti, mezi nimi například byli Charles White nebo Jeff Donaldson. Donaldson v téže době založil hnutí AfriCOBRA, které je stále aktivní i dnes. V roce 1976 pořádalo Losangeleské muzeum umění přelomovou výstavu s názvem Two Centuries of Black American Art. Šlo o první výstavu děl afroamerických umělců, jejímž kurátorem byl Afroameričan – David Driskell. V osmdesátých letech dobyl galerijní svět neoexpresionista Jean-Michel Basquiat. Ze současných umělců lze zmínit například následující: Willie Cole, David Hammons, Eugene J. Martin, Mose Tolliver, Reynold Ruffins, Kerry James Marshall, Kehinde Wiley nebo Kara Walkerová.

### Literatura

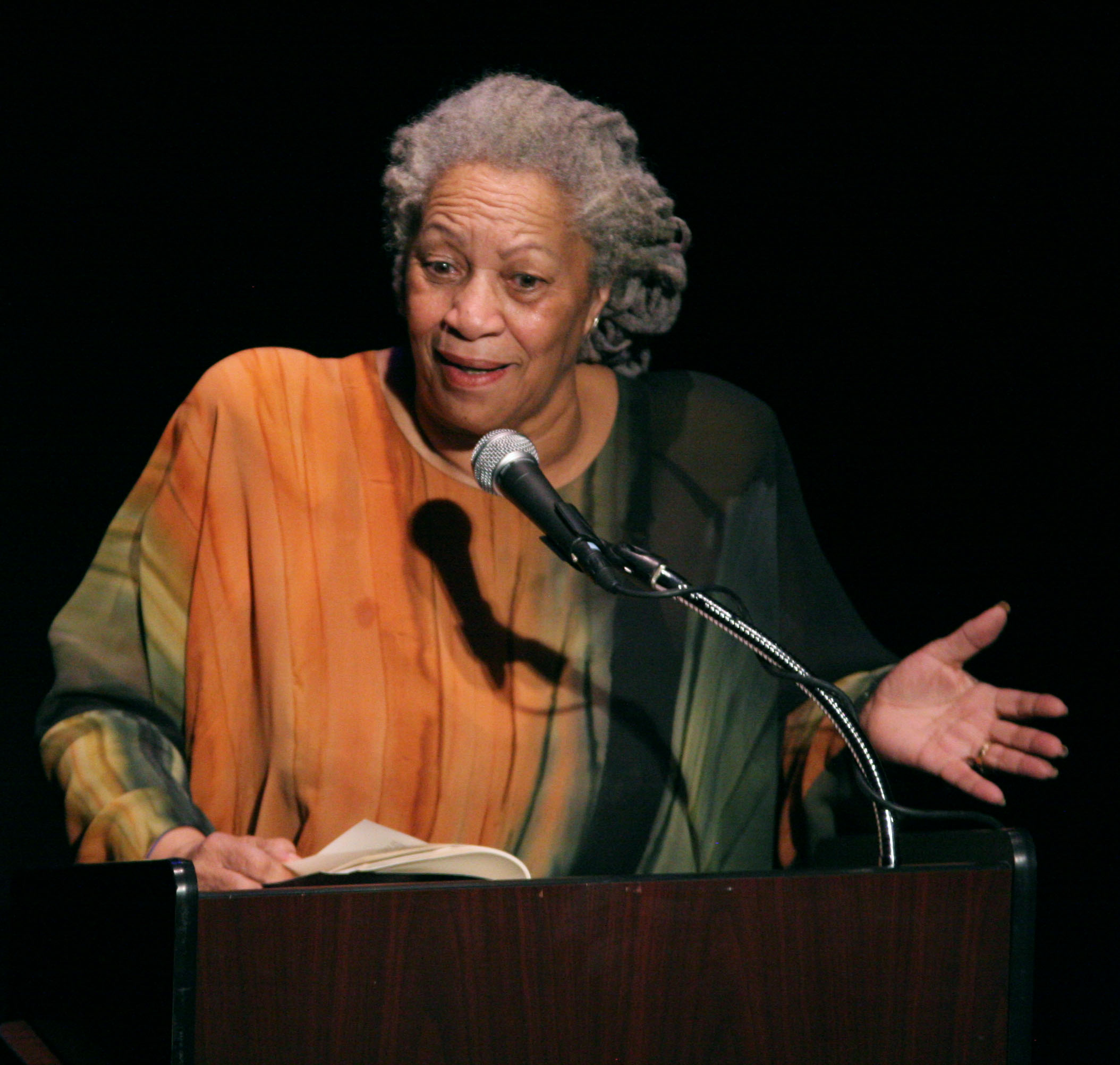
Spisovatelka a držitelka Nobelovy ceny za literaturu Toni Morrisonová v roce 2008.

### Objevy a vynálezy
Již od počátku žití v Severní Americe Afroameričané přispívali do kulturních a dalších oblastí rozvoje lidské činnosti v USA. Ze Západní Afriky lze vysledovat kultivační metody pro celou řadu plodin, které se dnes používají či pěstují v USA, například: povijnice batátová, podzemnice olejná, ibiškovec jedlý, čirok, vodní meloun, indigo nebo bavlna. Nejslavnější osobností v tomto ohledu je George Washington Carver, který vytvořil 300 produktů z podzemnice olejné nebo 118 produktů z povijnice batátové. Afroameričané vynalezli také mnoho vylepšení, k roku 1913 bylo zdokumentováno 1000 patentů, které si podali Afroameričané. Jedním z nejslavnějších vynálezců byl Jan Ernst Matzeliger, který vynalezl stroj na výrobu obuvi. Dalším je například Granville Woods, který si nechal patentovat 35 vylepšení elektronických systémů železnic. Nebo také Garrett A. Morgan, vynálezce plynové masky, a Frederick McKinley Jones, který vylepšil chladicí mechanismus a umožnil tak delší transport potravin. Za zmínku jistě stojí také Lloyd Quarterman, J. Ernest Wilkins Jr. nebo Samuel P. Massie, kteří s dalšími Afroameričany pracovali na projektu Manhattan a měli významné přínosy ve svých oborech. Z dalších osobností lze zmínit Guiona Bluforda, který byl prvním afroamerickým astronautem, nebo Fredericka D. Gregoryhoa, astronauta, inovátora kokpitů a pozdějšího člena vedení NASA.

## Náboženství

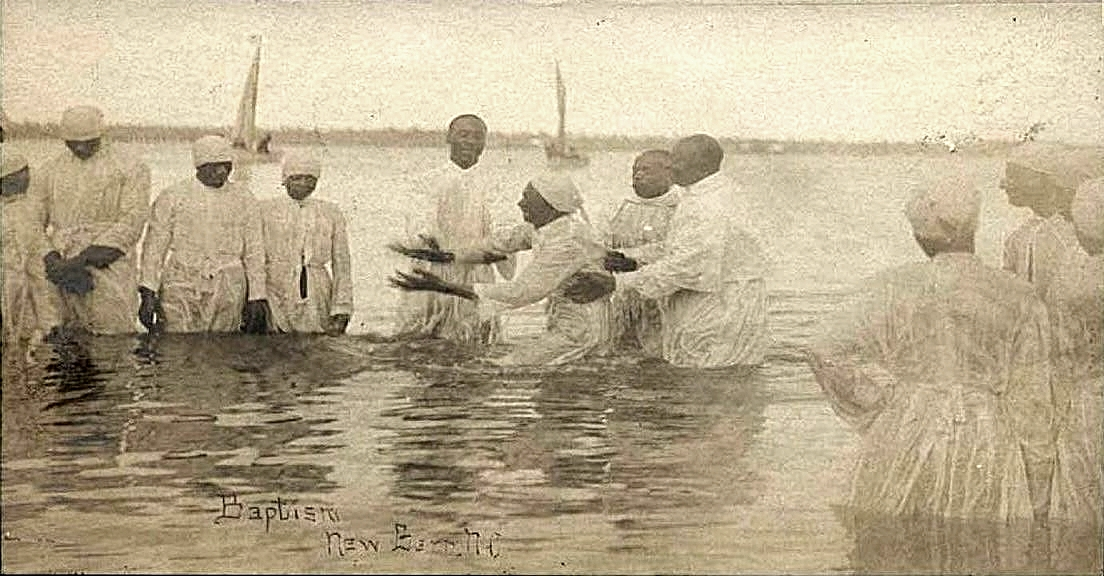
"Wade in the water." Pohlednice zobrazující pokřtění v řece ve městě New Bern, Severní Karolína, kolem r. 1900.

V otázce náboženství vyznává většina Afroameričanů protestantismus (nejvíce baptismus, dále metodismus a pentekostalismus). Protestantismus vyznává dohromady cca 78 % Afroameričanů. Dalších 5 % Afroameričanů je členem katolické církve. Dále 1 % Afroameričanů vyznává učení Svědků Jehovových (celkem tvoří 22 % ze všech v USA) a další 1 % vyznává islám (celkem 25 % ze všech muslimů v USA). 13 % Afroameričanů je bez vyznání.
Na baptismus a metodismus byli Afroameričané obraceni od konce 18. století činností misionářů na jihu USA během prvního velkého probuzení. Tyto církve se obracely na otroky s učením o rovnosti všech lidí a v rámci své činnosti některé vzdělávaly v četbě Bible a umožňovaly jim kázat ve vlastních kostelech. Jedním z takových kazatelů byl během 19. století například otrok Nat Turner, který později vedl povstání otroků. Jižanské státy tehdy reagovaly vydáváním zákonů zakazujících vzdělávání otroků a jejich křtění. V téže době vznikaly na jihu první afroamerické baptistické sbory. V roce 1777 se z nich utvořila První africká baptistická církev se sídlem v Savannah ve státě Georgie. První nezávislá denominace založená Afroameričany byla Africká metodistická episkopální církev (AME), kterou v roce 1816 založil ve Filadelfii reverend Richard Allen, který se rovněž stal jejím prvním biskupem. Cílem církve bylo bojovat proti otroctví a rasismu, stejně jako vzdělávat Afroameričany (zakládat první školy). Na počátku 19. století probíhala masivní misijní činnost známá pod názvem druhé velké probuzení.
Po osvobození otroků z roku 1865 se vydávaly bělošské i afroamerické náboženské skupiny na jih USA, kde usilovaly o obracení bývalých otroků na svá učení. V roce 1870 byla v Jacksonu ve státě Tennessee založena Metodistická episkopální církev barevných v Americe (CME), jako první afroamerická nezávislá metodistická církev na jihu USA. V roce 1880 se sešlo 150 baptistických kazatelů v Montgomery (Alabama) a založilo Národní baptistický kongres USA, který funguje dodnes (k roku 2013 sdružoval celkem 7,5 milionu věřících). Afroamerické církve byly od svého počátku významným centrem inteligence. Není proto náhodou, že ve druhé polovině 20. století hrály významnou roli v hnutí za občanská práva. Osobnosti hnutí jako Martin Luther King Jr., Ralph Abernathy, Fred Shuttlesworth nebo Wyatt Tee Walker byli všichni baptistickými pastory, kteří působili v organizaci Southern Christian Leadership Conference.
Jen 1 % Afroameričanů vyznává islám (většinou Sunnitský islám), přičemž ale tvoří 25 % muslimů v USA. Historicky bylo 15 až 30 % otroků dovezených z Afriky muslimů. Nicméně většina z nich byla nuceně obracena na křesťanství. K islámu se Afroameričané začali vracet ve 20. století pod vlivem černošských nacionalistů. Jedno z učení například říkalo, že Afroameričané jsou potomky Maurů a tím pádem muslimy. Křesťanství pak bylo vyobrazeno jako víra otrokářů, kteří odňali Afroameričanům víru jejich předků. Ve třicátých letech 20. století byla založena organizace Nation of Islam, která měla do roku 1963 nejméně 20 000 následovníků. Význačnými členy této organizace byli například Malcolm X nebo Muhammad Ali. V téže době se mezi Afroameričany rozšířilo také učení Ahmadíja.